# Висока хотелијерска школа струковних студија Београд
Висока хотелијерска школа струковних студија Београд је државна високошколска научно-образовна установа и налази се у улици Кнеза Вишеслава 70, Кошутњак, општина Чукарица, Београд.
Ова високошколска научно-образовна установа образује стручне кадрове за угоститељство и хотелијерство који свој практичан рад вежбају у најбољим ресторанима и хотелима у земљи и иностранству.

## Историја
Виша хотелијерска школа је основана 1974. године као ООУР при Угоститељском центру у Југ Богдановој улици у Београду, и под различитим именима, постоји још од 1974. године.
Од оснивања до данас Висока хотелијерска школа прошла је кроз бројне реформе и трансформације, тежећи да стално држи корак с временом и да се прилагођава европским и међународним образовним стандардима.
Последња у низу радикалних квалитативних промена наставних планова и програма повезана је са реформом система студирања у Србији, у складу са Законом о високом образовању (тзв. Болоњском декларацијом).
Од увођења поступка акредитације до данас Висока хотелијерска школа је успешно прошла кроз сваки циклус акредитације (2007, 2012. и 2017. године) при чему су акредитовани и установа и сва три студијска програма основних струковних студија (Хотелијерство, Гастрономија и Ресторатерство).

## Висока хотелијерска школа данас
У Високој хотелијерској школи постоје два студијска програма:
- Програма основних струковних студија
- Програм специјалистичких студија

### Програма основних струковних студија
У програму основних струковних студија постоје три студијска програма основних струковних студија:
- Студијски програм Хотелијерство[3]
- Студијски програм Ресторатерство[4]
- Студијски програм Гастрономија[5]

### Програм специјалистичких студија - Менаџмент у угоститељству
У програму специјалистичких студија постоје три модула специјалистичких студија. Модул одређује изборни предмет и бира се један од три предмета:
- Хотелијерство
- Ресторатерство
- Гастрономија

## Признања
Током свог постојања ВХШ је добијала и добија бројна важна друштвена и јавна признања у земљи и иностранству за свој рад:
- 2017. година – СВЕТОСАВСКА НАГРАДА за квалитет образовања стручних кадрова и развој међународне сарадње у области хотелијерства од Министарства просвете, науке и технолошког развоја Републике Србије;
- 2017. година – „ТУРИСТИЧКИ ОСКАР – ЗЛАТНО ТУРИСТИЧКО СРЦЕ Медитерана и Југоисточне Европе“ као шампион дуалног образовања од Sacen International- Међународни центар за унапређење угоститељства и туризма;
- 2015. година- НАЈБОЉА ШКОЛА НА ТАКМИЧЕЊУ ГАСТРОНОМА , Алања-Турска,
- 2015. година- ПРВА ШКОЛА БАЛКАНА на такмичењу гастронома, Солун-Грчка;
- 2013. година – НАЈБОЉА ШКОЛА ХОТЕЛИЈЕРСТВА на такмичењу бруцоша, Giulianova-Италија,
- 2013. година-ПРВА ШКОЛА БАЛКАНА на такмичењу гастронома, Солун-Грчка,
- 2012. године- „Партнер хотелске индустрије у образовању“ од Привредне коморе Србије и Стручног часописа за савремено хотелијерство & туризам на IX Форуму менаџера хотела и хотелских домаћинстава и представника привреде
- 2012. године- Regionalni BIZNIS PARTNER за изразит допринос у едукацији и усавршавању знања и вештина и као знак пословне изузетности за исказану успешност, етичност и одговорност, Школа је добила од MASS MEDIA INTERNATIONAL-а
- Орден Вука Караџића трећег степена за 30 година успешног рада, додељен Указом о одликовању Председника Србије и Црне Горе,
- 2006. године – Туристичко златно срце од SACEN INTERNACIONAL-а,
- 2005. године – Туристички цвет за допринос развоју и унапређењу промоције туристичке понуде Србије од Туристичке организације Србије

### Фусноте
1. ↑  Студенти хотелијерства сами зараде за школарину.
2. ↑  Хотелијерска-од више до високе.
3. ↑  Студијски програм Хотелијерство.
4. ↑  Студијски програм Ресторатерство.
5. ↑  Студијски програм Гастрономија.

### Веб
- Студенти хотелијерства сами зараде за школарину. „Studenti hotelijerstva sami zarade za školarinu”. www.politika.rs. Politika. Приступљено 21. 1. 2020.
- Хотелијерска-од више до високе. „HOTELIJERSKA, OD VIŠE DO VISOKE”. revijauno.co.rs. Revija UNO. Приступљено 21. 1. 2020.[мртва веза]
- Студијски програм Хотелијерство. „Студијски програм Хотелијерство”. vhs.edu.rs. VHS. Приступљено 21. 1. 2020.
- Студијски програм Ресторатерство. „Студијски програм Ресторатерство”. vhs.edu.rs. VHS. Приступљено 21. 1. 2020.
- Студијски програм Гастрономија. „Студијски програм Гастрономија”. vhs.edu.rs. VHS. Приступљено 21. 1. 2020.